# Рачуноводство
Рачуноводство је систематско прикупљање, развој и анализа информација о финансијском стању једне организације. Те информације је могуће користити и искористити за различите сврхе. Послодавцима предузећа оне омогућавају планирање и контролу финансијских операција и трансакција, анализу економског стања организације или предузећа у циљу доношења адекватних пословних одлука. Државним органима те информације помажу приликом одређивања висине пореза коју предузеће треба да плати држави, итд.
Рачуноводство је процес комуникације финансијских информације о пословним догађајима који користе деоничари и менаџери при доношењу пословних одлука. Комуникација је генерално у виду финансијских извјештаја који показују стање капитала у појмовима економских ресурса који су под контролом менаџмента; вештина лежи у чињеници да се бирају информације које су релевантне за кориснике и које се могу поуздано новчано исказати.
Принципи рачуноводства који се примјењују на пословне догађаје су заправо три повезане области рачуноводства у пракси, и то: рачуноводство, књиговодство и ревизија. По дефиницији, рачуноводство представља скуп међусобно повезаних и синхронизованих - усклађених научних метода путем којих се обезбеђује евидентирање одређених пословних догађаја, анализа и контрола тих догађаја, планирање економских догађаја и њихових будућих ефеката, као и информирање управљачких и руководећих структура о економским токовима у домену рачуноводствених информација. Амерички институт за цертификоване јавне рачуновође (AICPA) дефинише рачуноводство као „вештину евидентирања, класификовања и сумирања у значајном обиму и у новчаном погледу, трансакција и догађаја који су, или барем делимично, финансијског карактера, те објашњавање тако добијених резултата.”
Сматра се да су неки облици рачуноводства стари и неколико хиљада година; најранији облици рачуноводственог евидентирања су пронађени у древној Месопотамији (Асирији) а стари су преко 7.000 година. Људи тог времена су користили примитивне методе рачуноводства за бележење раста житарица и стоке. Током времена рачуноводство је осавремењено, унапређено током година како су се производња и трговина усавршавале.
Рано рачуноводство је служило највећим делом као подсетник бизнисменима и трговцима, а његови корисници су били власник или сам рачуновођа. Ти облици рачуноводства нису били адекватни за проблеме који су настајали у пословима када су се појављивали вишеструки инвеститори, тако да је постепено настало двојно књиговодство, најпре у северној Италији у 14. веку, где су трговци почели да захтевају више финансијског капитала него што је један инвеститор могао сам да инвестира. Развој деоничких друштава је створио много већи број корисника рачуноводствених извештаја, пошто су се инвеститори који нису имали довољно знања о појединим пословним операцијама, ослањали на рачуновође од којих су добијали потребне информације. Овај развој је резултирао поделом рачуноводствених система за унутрашње (нпр. рачуноводство за менаџмент) и спољашње (нпр. финансијско рачуноводство) потребе, те на крају због усложњавања државних регулација и растуће потребе за независном провером, развила се и област ревизије.
Данас, рачуноводство се понекад назива и „језиком бизниса” јер је кључни ослонац финансијског извештавања и пословних информација о пословним догађајима за многе групе корисника. Рачуноводство које се заснива на извештавању за особе које су унутар пословне организације (фирме, компаније) назива се менаџерско рачуноводство, а користи се за прикупљање информација за запослене, менаџере, власнике и ревизоре. Менаџерско рачуноводство се углавном бави пружањем основе за доношење менаџерских или оперативних одлука. Рачуноводство које пружа информације људима изван пословне организације (предузећа) назива се финансијско рачуноводство и даје информације за тренутне и потенцијалне деоничаре, кредиторе попут банака, добављача, финансијских аналитичара, економиста и државних агенција. Пошто сваки од тих корисника има различите потребе, презентација финансијских извјештаја је веома структурирана и регулисана је многобројним правилима и законима, за разлику од менаџерског рачуноводства. Орган који на међународном нивоу регулише финансијско рачуноводство зову се Општеприхваћени рачуноводствени принципи или GAAP. Остала правила укључују Међународне стандарде рачуноводственог извјештавања или , odnosno US GAAP.

## Рачуноводство кроз историју

### Почеци у Месопотамији и Блиском истоку
Рачуноводство је старо више хиљада година; најранији рачуноводствени записи су пронађени у Месопотамији, а сматра се да су стари више од 7000 година. Људи тог времена су користили примитивне методе како би водили евиденцију о расту усева и стада.
Између 4. и 3. миленијума п. н. е., у древном Ирану су, као последица новог социо-економског поретка, настале велике разлике у подели богатства услед чега су власт преузеле вође и свештеници. Имали су људе који су били задужени само за финансије. На неколико налазишта на Блиском истоку су, у склопу грађевина, нађена велика складишта за житарице, уз које су такође пронађене глинене плочице на којима је вођена евиденција о количинама - књиговодствени подаци. Почетак вођења књиговодства на глиненим плочицама се сматра једним од највећих достигнућа човечанства.

### Рачуноводство у доба римског царства
Римски цар Октавијан Август је написао књигу Дела божанског Августа (лат. Res gestae divi Augusti) која је била значајна за римски народ. У њој су се налазили сви трошкови које је царство имало по основу давања грађанима, давања војним ветеранима у виду новца и земљишта, дотације трезору, изградње храмова, давања верским установама и трошкови организовања позоришних представа и гладијаторских утакмица. Те информације нису представљале преглед државних прихода и расхода, него је био начин да се покаже царева дарежљивост.

Познати римски историчари Гај Светоније Транквил и Касије Дио су 23. п. н. е. у својим делима записали да је Август наложио да се направи преглед јавних прихода, стања новца у трезору, провинцијских пореза и трошкова јавних радова, заједно са подацима о лицима и робовима који су начинили детаљни извештај. И сам Тацит је говорио да је ове "извештаје писао Август лично“. 
Просто књиговодство се спомиње и у Библији, у Новом завету, Књига Матеја, прича о талентима.

### Лука Пачоли и двојно књиговодство
Лука Пачоли је био италијански математичар, и сматра се зачетником двојног књиговодства.

## Теорија
Основна рачуноводствена једначина гласи средства = обавезе + капитал. То је облик биланса стања. Основа за прављење биланса стања почиње са рачуном прихода и расхода, у којем је исказана нето добит или нето губитак једначином нето добит (губитак) = приходи - расходи. На овај рачун се наслања извештај менаџмента о расподели евентуалне добити, у којем се на претходно задржану (акумулирану) добит додаје нето добит и одузимају дивиденде и евентуалне камате на кредите. Коефицијент капитала се израчунава као однос тренутних средстава са тренутним обавезама. Једнако тако, мери се и однос укупних обавеза са укупним средствима.
|                 | Д           | П           |
| --------------- | ----------- | ----------- |
| Опрема          | 550,00 KM   |             |
| Новац           | 800,00 KM   |             |
| Материјал       | 1.600,00 KM |             |
| Потраживања     | 3.000,00 KM |             |
| Ситни инвентар  | 500,00 KM   |             |
| Добављачи       |             | 250,00 KM   |
| Редовне дионице |             | 600,00 KM   |
| Кредити         |             | 600,00 KM   |
| Капитал         |             | 5.000,00 KM |
| Укупно          | 6.450,00 KM | 6.450,00 KM |

## Етимологија
Енглеска реч accountant је изведена из француске речи compter, што је опет изведено из латинског оригинала computare у значењу рачунати. Реч је раније у енглеском језику била писана као „Accomptant”, међутим временом је изгубила слово p, те је промењен изговор и писање у данашњи облик.

## Рачуноводствена правила
У основи, рачуноводство представља механизам који се користи за бележење радњи и трансакција које се јављају у неком бизнису. Постоји стандардни сет рачуноводствених правила која дефинишу основне смернице за рачуноводство (USA-GAAP).
- 1. Прво генерално правило гласи да се свака трансакција записује. Ако бизнис не записује трансакције или их погрешно записује онда се то сматра прекршајем или чак преваром.
- 2. Друго генерално правило гласи да се трансакције бележе кориштењем такозваног двоструког рачуноводственог уноса. То значи да би трансакција била комплетна морају се направити два уноса. На пример, ако се поседује 5 КМ у готовини и на бензинској пумпи се плати 5 КМ за бензин у вредности 5 КМ. Ова трансакција се бележи као повећање средства „бензин” за 5 КМ и смањење средства „готовина” за 5 КМ. У овом случају једна трансакција је садржавала два уноса. То је једна од најважнијих ствари у елементарном рачуноводству. Двоструки уноси су повезани са концептом дугује-потражује. Сам чин уноса трансакција се назива уносом у дневник.
- 3. Треће генерално правило гласи да се свака записана трансакција уноси у Дневник главне књиге.

## Природа конта
“Конто” је појединачна локација (рачун) за записивање трансакција које су исте врсте. По својој природи, сва конта се деле на активна и пасивна.
Основни типови конта су:
- Средства - то су ствари или права која фирма поседује или има права на њих.
  - На пример: готовина, некретнине, опрема, као и нематеријалне вредности попут патената или ауторских права.

- Обавезе - обавезе према трећим лицима које је фирма дужна да испуни.
  - На пример: плате за исплату, порези, посуђени новац и сл.

- Капитал - власничка вредност фирме.
  - Примери су: дионичка вредност или задржани капитал.

- Приходи - механизми где зарада улази у фирму.
  - Примери су: продаја материјала, производа робе или услуге.

- Трошкови - трошкови обављања пословања.
  - Примери су: трошкови плата, најма, опреме као и камата на посуђени новац.

## Рачуноводствени циклус
Настанак било којег пословног догађаја прати и креирање пословних докумената који могу бити спољашњи и унутрашњи. Ти документи се називају још и изворни документи. Неки од њих су:
- Рачун који се добије при куповини у продавници
- Камата која се добије на штедњу – исказ на банковном рачуну
- Месечни рачун за струју који дође поштом

Ови изворни документи се пре свега проверавају, контролишу и евидентирају. Након обраде, записују се у хронолошки дневник где представљају појединачне уносе у дневнику главне књиге. Потом се појединачни уноси трансферишу и распоређују по групама конта – класама из контног плана.
Сврха финансијског књиговодства је да се групишу заједно све трансакције које су сличне. На пример, ако фирма има један банковни рачун онда се све трансакције на том рачуну бележе на један конто у финансијском књиговодству. Када се једном унесу сви уноси онда се финансијска конта сабирају у оквиру процеса који се зове билансирање. Билансирање подразумева да сума свих дуговања мора да буде једнака суми свих потраживања. Након тога креира се неизравнати пробни биланс који излистава билансе свих конта у финансијском књиговодству. На овој тачки догађа се рачуноводство у виду низа усклађивања које обавља рачуновођа у складу са принципима рачуноводства. Овај процес се наставља док се биланс у потпуности не усклади.
Финансијски извештаји изводе се из овог биланса и они, између осталих, укључују:
1. Биланс стања
2. Биланс успеха
3. Извјештај о готовинским токовима
4. Извјештај о променама на капиталу

Коначно, на крају пословног периода, врши се затварање свих конта прихода и расхода.

## Концепт одвојених субјеката
Чак и кад пословни субјект има једног власника, прави се разлику између средстава власника и средстава друштва. На пример: ако власник даје властити аутомобил за посао то се рачуна као унесени капитал, ако власник има плату то ће бити узето у обзир као извлачење капитала из друштва.

## Основни принципи рачуноводства
- Принцип историјског трошка (''Historical Cost Principle): Средства и обавезе се требају записивати према ценама према којима су реализовани односно настали. Ово је стога да би се осигурале поуздане и стабилне цене; тржишне вредности могу флуктуирати и бити различите према различитим интерпретацијама, па се због тога узима набавна цена као релевантна цена за књижење.
- Принцип усклађивања (Matching Principle): Трошкови се требају усклађивати са приходима. Трошак се бележи према времену у којем је настао, што значи према времену када је трошак направљен у циљу стварања или генерисања прихода. Ово значи да се може платити за неки трошак месецима пре него што је он стварно књижен будући да се трошак усклађује са периодом у којем је приход настао.
- Принцип препознавања прихода (Revenue Recognition Principle): Приходи се не требају књижити пре него што је процес стварања дохотка готово комплетан и кад је веома мало неизвесности у погледу тога да ли ће се десити успешна наплата потраживања. То значи да се приход књижи онда када је остварена зарада, што значи онда када је посао обављен, без обзира у ком периоду ће се десити наплата потраживања.